# Christchurch Harbour
Christchurch Harbour is een plaats in het bestuurlijke gebied Christchurch, in het Engelse graafschap Dorset.